# アルベルト・アコスタ (野球)
アルベルト・A・アコスタ（Alberto A Acosta、1977年8月25日 - ）はパナマのコロン県ポルトベロ出身の野球選手(投手)。右投右打。現在は、ボカス・デル・トーロ所属。

## 経歴
2012年11月に、母国パナマで行われた第3回WBC予選のパナマ代表に選出された。

## 詳細情報

### 代表歴
- 2013 ワールド・ベースボール・クラシック・パナマ代表